# 金剛代艦級戰艦
金剛代艦級（こんごうだいかん）是大日本帝國海軍於1933年所提出的構想戰艦艦級，用以取代當時已服役20餘年的金剛號戰艦。本級艦在《華盛頓海軍條約》的規範基礎下進行設計；原先規劃為高速戰艦。然而，由於《倫敦海軍條約》規定各締約國自簽署條約後五年內不得再造新艦，本艦計畫因此於不久後被廢棄。

## 概要
1922年由美、英、日、法、意等五國簽署的《華盛頓海軍條約》嚴格限制了各列強海軍的規模。然而，根據該條約的規定，各國主力艦於艦齡滿20年時可建造排水量在35,000噸以下且16英吋主砲數量在10門以下的替代戰艦。1928年（昭和3年）時，軍備限制研究委員會開始研擬一款符合條約限制的替代戰艦，並向海軍大臣岡田啟介提交了研究報告書；該型戰艦排水量為35,000噸，並備有12門410毫米艦砲作為主砲。金剛號戰艦於1933年（昭和8年）時艦齡已滿20年，因此已符合條約中建造替代戰艦的條件，軍令部於是向艦政本部行文，要求其著手規劃新型替代戰艦設計事宜；後者遂請造船少將藤本喜久雄與造船中將平賀讓分別提交設計方案。
然而，1930年簽訂的《倫敦海軍條約》卻規定各列強海軍至1936年12月31日前均不得再造新艦，從而迫使日本放棄了本級艦的建造計畫。

## 藤本喜久雄方案
本方案的正式名稱為「艦政本部方案」。
- 滿載排水量：39,250噸／標準排水量：35,000噸
- 全長：237公尺
- 全寬：32公尺
- 引擎：四軸渦輪引擎
- 輸出功率：73,000匹馬力
- 最大速度：26節
- 主要武裝：3×400毫米三聯裝艦砲
- 次要武裝：12 ×150毫米副炮（推測）／8 ×127毫米高射炮（推測）／2 ×610毫米魚雷發射管
- 2架艦載機
- 1具彈射器

軍艦專家遠藤昭認為日本海軍應先以上述規格建造金剛代艦級戰艦以避免與《華盛頓海軍條約》的相關規定牴觸，條約失效後再以下列方案進行升級：
- 將艦艉加長24公尺（全長增至261公尺）
- 將三座400毫米三聯裝艦砲炮塔換裝為四座460毫米雙聯裝艦砲砲塔。
- 移除艦艉副炮，並增強引擎功率輸出，使最大速度可達到30節。

值得注意的是，以金剛代艦級戰艦的設計而言，要將其升級至上述規格，僅於理論上可行。

## 平賀讓方案
平賀讓所提出的方案，其內容細節仍不甚明朗，但該方案可能擁有與彭薩科拉級重巡洋艦類似的炮塔佈局模式。
- 滿載排水量：39,200噸／標準排水量：35,000噸
- 全長：232公尺
- 全寬：32公尺
- 引擎：三軸渦輪引擎
- 輸出功率：80,000匹馬力
- 最大速度：26.5節
- 主要武裝：2×400毫米雙聯裝艦砲+3×400毫米三聯裝艦砲（推測）
- 次要武裝：16×單裝副炮（推測）／8×127毫米高射炮（推測）／2 ×610毫米魚雷發射管
- 2架艦載機
- 1具彈射器

兩方案相比較下，藤本喜久雄的方案是將裝甲平均分布於戰艦艦體上，而平賀讓的方案則採取較為保守的裝甲佈局，其設計將防禦完全集中於重點區域。

## 註記
1. ↑  この説の文献上の初出は遠藤昭『戦艦　大和』（『第二次世界大戦ブックス』86・サンケイ出版1981年6月）であると思われるが、同書では傍証による根拠も示さず先行研究にもふれることなくこの説が述べられている。